# Hins Cheung King-Hin
Hins Cheung King-Hin (Kanton, 1 februari 1981) (jiaxiang: Peking) is een Chinees zanger.
Hij werd gedoopt in de protestantse kerk van Kanton. Hij is nog steeds protestants. Cheung is opgegroeid in Kanton. Cheung Kai-Chung, de echtgenoot van Kay Tse, is zijn oom. Hij won dit jaar verschillende prijzen voor zijn lied Ying Faa.
Het beginlied van de Hongkongse TVB-serie The greatness of a hero is door hem gezongen.
- International Standard Name Identifier: 0000 0000 6460 2108
- Library of Congress Control Number: no2009161822
- MusicBrainz: 9f6a2c03-0cbb-42e4-9722-b885939607cc
- Virtual International Authority File: 101502534
- WorldCat: E39PBJt8fYDhDPvHGxpVYw86Kd